# 1897 год в театре
1897 год в театре

## Персоналии

### Родились
- 1 января — Рахим Пирмухамедов, советский актёр театра и кино, Народный артист СССР.
- 14 января — Иван Димов, болгарский актёр театра и кино.
- 23 января – Арусь Худанян, народная артистка Армянской ССР.
- 29 июня — Павел Волков, советский актёр театра и кино.
- 6 сентября — Иван Микитенко, украинский писатель и драматург.
- 16 сентября — Йон Шахигьян, румынский театральный деятель, режиссёр.
- 8 октября — Борис Борозанов, болгарский актёр, сценарист, театральный и кинорежиссёр.
- 16 октября – Андрей Иванович Крамаренко, Народный артист Украинской ССР (1946).

- 5 ноября — Николай Плотников, советский актёр театра и кино, режиссёр, театральный педагог, лауреат Сталинской премии, Народный артист СССР.
- 9 декабря — Ада Сонц, еврейская и русская советская актриса, заслуженный деятель искусств УССР.
- 11 декабря — Николай Якушенко, советский театральный актёр, Народный артист СССР.
- 27 декабря — Юзеф Давидович Чарский, русский советский театральный актёр. Народный артист Азербайджанской ССР (1940).

### Скончались
- Надежда Константиновна Богданова, русская балерина.
- Мария Корнелия Фалькон, французская оперная певица.